# Hydnocristella
Hydnocristella R.H. Petersen – rodzaj grzybów z grupy pieczarniaków (Agaricomycotina).

## Charakterystyka
Grzyby kortycjoidalne o owocniku rozproszonym, rozpostartym. Hymenofor hydnoidalny (kolczasty), brzeg włóknisty z ryzomorfami. System strzępkowy monomityczny, strzępki ze sprzążkami, cienkościenne lub grubościenne, gładkie lub inkrustowane cyjanofilnymi brodawkami. Cystyd brak. Podstawki maczugowate, 4-sterygmowe i sprzążką u podstawy. Bazydiospory wrzecionowate do niemal cylindrycznych, cienkościenne, gładkie, cyjanofilne.
Hydnocristella charakteryzuje się rozpostartym, hydnoidalnym owocnikiem, mikroskopowo strzępkami inkrustowanymi cyjanofilnymi brodawkami oraz nieamyloidalnymi i gładkimi bazydiosporami.

## Systematyka i nazewnictwo
Pozycja w klasyfikacji według Index Fungorum
Lentariaceae, Gomphales, Phallomycetidae, Agaricomycetes, Agaricomycotina, Basidiomycota, Fungi.
Synonim
Kavinia subgen. Hydnocristella (R.H. Petersen) Boidin & Gilles:
Gatunki
- Hydnocristella himantia (Schwein.) R.H. Petersen 1971
- Hydnocristella latihypha Jia J. Chen, L.L. Shen & B.K. Cui 2015

Wykaz gatunków i nazwy naukowe na podstawie Index Fungorum.
Mykobiota Polski
W Polsce stwierdzono występowanie Hydnocristella himantia (opisanego jako Kavinia himantia (Schwein.) J. Erikss.).